# 過テクネチウム酸
過テクネチウム酸（かテクネチウムさん、英: pertechnetic acid）は、化学式が HTcO4 と表されるテクネチウムのオキソ酸である。

## 概要
テクネチウムまたはテクネチウム化合物を硝酸や王水のような酸化力のある酸、または水と酸化テクネチウム(VII)を反応させることによって得られる。過テクネチウム酸は暗赤色の吸湿性固体で、強酸であるため容易にプロトンを供与する。
過テクネチウム酸イオン(TcO4-)は正四面体型構造で、過テクネチウム酸カリウム(KTcO4)結晶中における Tc - O 結合距離は1.724Åである。過マンガン酸イオンとは異なり、水溶液中では安定で、酸化剤としての作用は弱く、過レニウム酸イオンに類似する。アルカリ性水溶液中では安定、HCl、HBr、HI水溶液中では還元される。
水溶液中における過テクネチウム酸イオンの標準酸化還元電位は以下の通りである。
{\displaystyle {\ce {TcO4^{-}\ +2H^{+}\ +{\mathit {e}}^{-}\ \rightleftarrows \ \ TcO3(s)\ +H2O\ ,}}} {\displaystyle E^{\circ }=0.700{\rm {V}}}
{\displaystyle {\ce {TcO4^{-}\ +4H^{+}\ +3{\mathit {e}}^{-}\ \rightleftarrows \ \ TcO2(s)\ +2H2O\ ,}}} {\displaystyle E^{\circ }=0.738{\rm {V}}}
{\displaystyle {\ce {TcO4^{-}\ +8H^{+}\ +7{\mathit {e}}^{-}\ \rightleftarrows \ \ Tc(s)\ +4H2O\ ,}}} {\displaystyle E^{\circ }=0.472{\rm {V}}}
過テクネチウム酸イオンは鉄鋼の強力な侵蝕抑止剤として働くが実用化されていない。